# Lista de estados da Nigéria por PIB

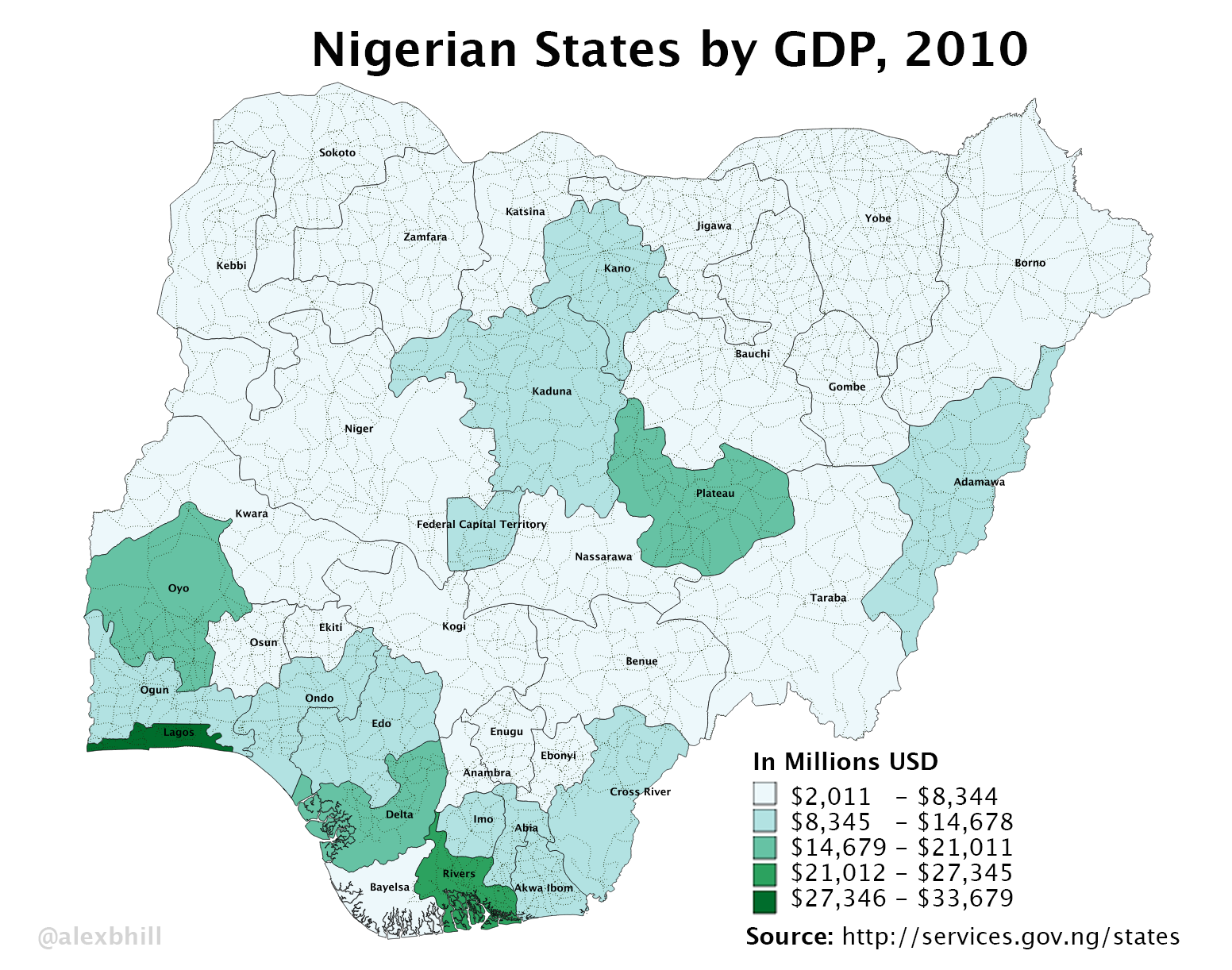
Estados da Nigéria por PIB, 2010

A tabela a seguir apresenta uma listagem dos 36 estados e do Território da Capital Federal, da Nigéria classificados por ordem de seu PIB (PPC) total em 2007.
| Rank | Estado                        | PIB (PPC$)     |
| ---- | ----------------------------- | -------------- |
| 1    | Lagos (estado)                | 33,679,258,023 |
| 2    | Rivers (estado)               | 21,073,410,422 |
| 3    | Delta (estado)                | 16,749,250,544 |
| 4    | Oyo (estado)                  | 16,121,670,484 |
| 5    | Imo (estado)                  | 14,212,637,486 |
| 6    | Kano (estado)                 | 12,393,103,864 |
| 7    | Edo (estado)                  | 11,888,446,884 |
| 8    | Akwa Ibom (estado)            | 11,179,887,963 |
| 9    | Ogun (estado)                 | 10,470,415,017 |
| 10   | Kaduna (estado)               | 10,334,763,785 |
| 11   | Cross River (estado)          | 9,292,059,207  |
| 12   | Abia (estado)                 | 8,687,442,705  |
| 13   | Ondo (estado)                 | 8,414,302,623  |
| 14   | Osun (estado)                 | 7,280,597,521  |
| 15   | Benue (estado)                | 6,864,209,262  |
| 16   | Anambra (estado)              | 6,764,219,562  |
| 17   | Katsina (estado)              | 6,022,655,197  |
| 18   | Níger (estado)                | 6,002,007,080  |
| 19   | Borno (estado)                | 5,175,165,142  |
| 20   | Plateau (estado)              | 5,154,059,937  |
| 21   | Sokoto (estado)               | 4,818,615,261  |
| 22   | Bauchi (estado)               | 4,713,858,180  |
| 23   | Kogi (estado)                 | 4,642,794,262  |
| 24   | Adamawa (estado)              | 4,582,045,246  |
| 25   | Enugu (estado)                | 4,396,590,769  |
| 26   | Bayelsa (estado)              | 4,337,065,923  |
| 27   | Zamfara (estado)              | 4,123,829,498  |
| 28   | Kwara (estado)                | 3,841,827,534  |
| 29   | Taraba (estado)               | 3,397,790,217  |
| 30   | Kebbi (estado)                | 3,290,847,166  |
| 31   | Nasarawa (estado)             | 3,022,828,885  |
| 32   | Jigawa (estado)               | 2,988,014,405  |
| 33   | Ekiti (estado)                | 2,848,372,512  |
| 34   | Ebonyi (estado)               | 2,732,472,739  |
| 35   | Gombe (estado)                | 2,500,467,306  |
| 36   | Yobe (estado)                 | 2,011,499,081  |
| 37   | Território da Capital Federal | 5,010,968,012  |